# Oxycera tricolor
Oxycera tricolor är en tvåvingeart som beskrevs av Friedrich Hermann Loew 1873. Oxycera tricolor ingår i släktet Oxycera och familjen vapenflugor. Inga underarter finns listade i Catalogue of Life.